# Sarıveliler
Sarıveliler ist eine Stadt und ein Landkreis der türkischen Provinz Karaman.

## Stadt
Die Stadt liegt etwa 75 Kilometer Luftlinie südwestlich der Provinzhauptstadt Karaman an der Straße D-340, die von Beyşehir nach Mut führt (165 Straßenkilometer). Sarıveliler liegt an einem nördlichen Nebenfluss des Gevne Çayı an einem östlichen Ausläufer des Gebirges Geyik Dağı. Die kürzeste Entfernung zum Mittelmeer beträgt 52 km in südwestlicher Richtung. Sarıveliler wurde durch den Zusammenschluss mit den Dörfern Turcalar und K.Karapınar 1967 zur Stadt.

## Landkreis
Der Kreis liegt im Südwesten der Provinz und grenzt im Osten an den Kreis Ermenek, im Nordosten an den Landkreis Başyayla, im Norden an die Provinz Konya, im Westen und Südwesten an die Provinz Antalya sowie im Süden an die Provinz Mersin.
Der Landkreis wurde Ende August 1991 durch das Gesetz Nr. 3644 geschaffen. Hierbei wurde der komplette Bucak Göktepe des Kreises Ermenek (damals noch in der Provinz Konya) mit zwölf Dörfern (VZ 1985: 8.683 Einw.) und den beiden Belediye Göktepe (3.539) und Sarıveliler (3.884) ausgegliedert und zu einem neuen Kreis vereint. Die erste Volkszählung nach der Gebietsreform (1990) ergab eine Bevölkerung von 17.241 Einwohnern, davon 5.228 in der Kreisstadt.
Ende 2020 besteht der Kreis neben der Kreisstadt aus der Belediye Göktepe mit 2.122 Einwohnern sowie acht Dörfern (Köy) mit durchschnittlich 580 Einwohnern. Dumlugöze (1.484 Einw.) und Civler (1.280) sind die beiden größten Dörfer. Der Verstädterungsgrad beträgt 64,7 Prozent.

## Bevölkerung

### Ergebnisse der Bevölkerungsfortschreibung
Die nachfolgende Tabelle zeigt den vergleichenden Bevölkerungsstand am Jahresende für die Provinz Karaman, den Landkreis und die Stadt Sarıveliler sowie deren jeweiligen Anteil an der übergeordneten Verwaltungsebene. Die Zahlen basieren auf dem 2007 eingeführten adressbasierten Einwohnerregister (ADNKS). Die letzten beiden Wertzeilen entstammen Volkszählungsergebnissen.

| Jahr | Provinz | Landkreis | Landkreis | Stadt | Stadt  |
| Jahr | abs.    | %         | abs.      | %     | abs.   |
| ---- | ------- | --------- | --------- | ----- | ------ |
| 2020 | 254.919 | 11,15     | 28.417    | 40,25 | 11.438 |
| 2019 | 253.279 | 11,28     | 28.565    | 39,91 | 11.401 |
| 2018 | 251.913 | 11,45     | 28.832    | 39,10 | 11.274 |
| 2017 | 246.672 | 11,72     | 28.903    | 39,96 | 11.550 |
| 2016 | 245.610 | 12,00     | 29.475    | 39,50 | 11.644 |
| 2015 | 242.196 | 12,20     | 29.558    | 37,99 | 11.228 |
| 2014 | 240.362 | 12,46     | 29.957    | 37,83 | 11.332 |
| 2013 | 237.939 | 12,64     | 30.064    | 36,82 | 11.070 |
| 2012 | 235.424 | 12,77     | 30.057    | 36,72 | 11.038 |
| 2011 | 234.005 | 12,97     | 30.361    | 36,22 | 10.996 |
| 2010 | 232.633 | 13,15     | 30.585    | 35,37 | 10.818 |
| 2009 | 231.872 | 13,33     | 30.897    | 35,04 | 10.827 |
| 2008 | 230.145 | 13,62     | 31.341    | 33,85 | 10.609 |
| 2007 | 226.049 | 13,79     | 31.182    | 34,26 | 10.683 |
| 2000 | 243.210 | 17,53     | 42.643    | 36,37 | 15.509 |
| 1997 | 224.303 | 14,50     | 32.529    | 30,51 | 09.923 |